# Pederobba
Pederobba é uma comuna italiana da região do Vêneto, província de Treviso, com cerca de 7.061 habitantes. Estende-se por uma área de 29 km², tendo uma densidade populacional de 243 hab/km². Faz fronteira com Alano di Piave (BL), Cavaso del Tomba, Cornuda, Crocetta del Montello, Monfumo, Valdobbiadene, Vidor.
A sede municipal localiza-se na fração de Onigo.

## Demografia
| Variação demográfica do município entre 1861 e 2011                               |
|                                                                                   |
| Fonte: Istituto Nazionale di Statistica (ISTAT) - Elaboração gráfica da Wikipedia |